# Parti de gauche
Parti de gauche (PG, česky Levicová strana) je francouzská levicová strana, založená 1. února 2009.
Strana vznikla odchodem levého křídla ze Socialistické strany (PS) po kongresu v Reims. Důvodem k opuštění strany byl nesouhlas s příklonem socialistů k sociálnímu liberalismu a s aktivní podporou Lisabonské smlouvy.
Zakladateli strany jsou Jean-Luc Mélenchon a Marc Dolez. Název je inspirován německou stranou Die Linke. Stranu zastupují v dva poslanci v Národním shromáždění (zvolení za PS) a dva senátoři.
PG se hlásí k ideologii socialismu a antikapitalismu, dále podporuje republikanismus a ekologickou politiku.

## Volební výsledky
Pro volby do Evropského parlamentu 2009 se spojila s Francouzskou komunistickou stranou (PCF) do volební aliance Levicová fronta pro změnu Evropy (FG), která obdržela 6,47 % hlasů a pět mandátů.